# Henri de Dion
Joseph-Louis Henri de Dion (Montfort-l'Amaury, 23 de dezembro de 1828 — Paris, 13 de abril de 1878) foi um engenheiro civil francês.
Trabalhou com o engenheiro Eugène Flachat na construção da ponte de Langon e com seu irmão Joseph-Louis-Adolphe na restauração da Catedral de Bayeux (1854). Construiu diversas pontes de ferro na Espanha, a Estação de Trem de Delicias em Madrid e uma fábrica de açúcar em Guadalupe (1862). Foi professor de estática na Ecole Centrale d´Architecture. Gustave Eiffel foi um de seus alunos.

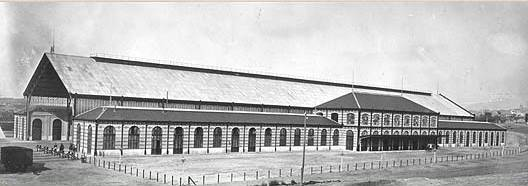
Estação Delicias

É um dos 72 nomes na Torre Eiffel